# イザイア・ボウマン
イザイア・ボウマン（英語: Isaiah Bowman, 1878年12月26日 - 1950年1月6日）は、カナダオンタリオ州ウォータールー生まれのアメリカ合衆国の地理学者・地理教育家。地形輪廻（侵食輪廻）で知られるウィリアム・モーリス・ディヴィスの弟子であり、初期には自然地理学・地形学の研究をしていたが、後に政治地理学に転じた。ボウマンの特筆すべき業績は、
- 『森林の自然地理学』（Forest Physiography、1911年）
- 『井戸掘りの方法』（Well-Drilling Methods、1911年）
- 『南アメリカ』（South America、1915年）
- 『南部ペルーのアンデス』（The Andes of Southern Peru、1916年）
- 『政治地理学の新しい世界的課題』（The New World-Problems in Political Geography、1921年）

が挙げられる。
カール・O・サウアーを高く評価し、息子のロバート・ボウマンをサウアーの下で学ばせ、連邦政府の土壌侵食関係の委員に指名する、1940年代にジョンズ・ホプキンス大学へ招こうとするなどした。一方でサウアーはボウマンを評価していなかったものの、教え子のチャールズ・ソーンスウェイトが設立した気候研究所（Laboratory of Climatology）をジョンズ・ホプキンス大学の附属施設にしようと働きかけた。

## 経歴
ハーバード大学とイェール大学に学び、イェール大学で1905年から1915年まで教員を務め、1915年から1935年の20年にわたってアメリカ地理学協会（American Geographical Society）の執行責任者 (director) の職にあった。アメリカ地理学協会時代に地図の製作と収集能力を買われ、パリ講和会議にアメリカ代表団（インクワイアリー）の一員として出席した。同会議ではウッドロウ・ウィルソンアメリカ合衆国大統領の領土顧問主任として、国境線の画定に地図が有用であることを示し、以降アメリカ合衆国連邦政府に登用されるようになった。
第二次世界大戦中はアメリカ合衆国国務省の領土顧問を務めた。1916年にボウマンは『Geographical Review』（ジオグラフィカル・レビュー、地理学評論）の共同編集者となった。また1918年から1919年にかけて『ジャーナル・オブ・ジオグラフィー』（Journal of Geography、地理学雑誌）の共同編集者、1919年から1920年まで同誌の編集者となる。1921年には新設された外交問題評議会の理事に就任する。1935年から1948年にはメリーランド州ボルチモアのジョンズ・ホプキンス大学総長の座にあった。第二次世界大戦前と戦中は外交問題評議会の「戦争と平和研究会」（War and Peace Studies）の領土グループの座長を務めた。1945年から1949年までは外交問題評議会の副会長にもなっている。1938年、Geography in Relation in the Social Sciences（社会科学との関係における地理学）において地理学は幾多の点で決まっておらず、時代から時代へ移り変わっていると述べた。第二次世界大戦後は、国際連合の会議で活躍した。
大学総長就任後、苦労して同学に地理学科を創設した。しかし、ボウマンの死後1970年代に環境工学分野と合併され、地理学・環境工学科に改変された。また母校のハーバード大学地質・地理学科の地理学部門は、1948年2月に財政難を理由に廃止されている。杉浦（2001）によれば、ボウマンがハーバード大学総長のジェームス・コナント（James Bryant Conant）に廃止見直しを働きかければ撤回されていた可能性があったが、ボウマンと同じ政治地理学を研究し、ボウマンが嫌っていたダウエント・ホイットルセーがハーバード大学で人文地理学を教授していたこともあってか、働きかけを行わなかった。ボウマンはイギリス行きの船の中で、乗り合わせたジャン・ゴットマンに、ハーバードの地理学部門に対する複雑な胸中を語っている。

## 地図に対する認識
ボウマンは「地図は地理的ないろいろの象徴の中で最も普遍性のある、また最も目立ったものである」と述べ地図の重要性を説くと同時に、地理学は単なる「分布の科学」ではないとし、地図の限界にも言及している。ボウマンの指摘した地図の役割を要約すれば、分布の明示・測定の具象化・関連し合うものを同時に表現することの3点となる。また、複数の地図を重ね合わせて分布が一致したとしても、それだけで分布要因が説明されたと解釈してはならず、更に多くの要因を検証すべき旨を指摘している。

## ボウマン探検隊
2005年初頭、アメリカ地理学協会は国際共同研究プロジェクト「ボウマン探検隊」（Bowman Expeditions）というボウマンにあやかったプロジェクトの立ち上げに協力した。これは連邦政府に他国の人文地域の未来の傾向を助言するものである。最初のプロジェクトは「メキシコ・インディヘナ」（México Indígena）というメキシコでのプロジェクトで、カンザス州・レブンワース砦にあるアメリカ陸軍外国軍事サービス局（Foreign Military Services Office）経由でアメリカ国防総省からの資金調達に関する情報開示の不十分さに関して、オアハカ州シエラファレス組織連合（Union of Organizations of the Sierra Juarez of Oaxaca、UNOSJO）の公式声明を含む膨大な議論を生成した。

## 関連文献
- Smith, Neil (2003). American Empire: Roosevelt's Geographer and the Prelude to Globalization. Berkeley: University of California Press. ISBN 0-520-23027-2